# Zalmoxianisme

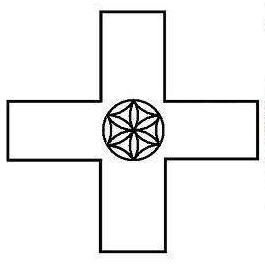
Symbole du Zalmoxianisme.

Le Zalmoxianisme aussi appelé par erreur Zamolxianisme (simple faute d'orthographe) ou néo-Zamolxianisme (par référence au Zalmoxis antique) est un mouvement protochroniste en Roumanie, constitué par des groupes et des organisations qui favorisent la construction d'une religion ethnique spécifique aux Roumains, à travers l'instrumentalisation de leurs anciennes racines Daces et Thraces. Zalmoxis (en grec: Ζάλμοξις) est en effet une figure religieuse de l'antiquité thrace. Ce nom désigne à la fois un dieu, un personnage légendaire, mais également un chant, une danse, une peau d'animal (ours) et un masque, ce qui laisse entrevoir une ancienne corporation de danseurs sacrés. Le nom de Zalmoxis apparaît la première fois chez Hérodote qui affirme qu'esclave affranchi de Pythagore, il est retourné dans son pays gète et a enseigné sa croyance à ses compatriotes et à leurs chefs.

## Descriptif
Déjà dans l'Antiquité, le culte de Zalmoxis est très controversé : certains auteurs affirmaient qu'il s'agit d'un prince ou d'un roi (Platon, Strabon, Jordanès) ; d'autres affirmaient que c'était un imposteur divinisé : d'après Hérodote, les Grecs du Pont racontaient que Zalmoxis, avant d'être dieu, avait été homme, esclave et disciple de Pythagore, et qu'il était devenu ensuite le législateur des Thraces. Hérodote ajoute que l'enseignement de Zalmoxis est « une tromperie », ce qui en ferait un précurseur d'Alexandre d'Abonuteichos.
Dans l'histoire moderne, le Zalmoxianisme est la facette religieuse du protochronisme, mouvement d'extrême-droite qui réfute l'histoire scientifique universitaire et interprète l'archéologie pour formuler une mythologie historique très nationaliste. Le Zalmoxianisme est la forme néopaïenne du protochronisme, qui s'inspire de Mircea Eliade ou de Vasile Pârvan, ressemble beaucoup au druidisme occidental et au néo-hellenisme grec, et heurte frontalement la forme chrétienne du protochronisme promue par l'Église orthodoxe roumaine, qui postule une christianisation très précoce des Daces, faisant du christianisme un axe d'origine de l'identité roumaine. Les deux formes de protochronisme sont combattues par l'Académie roumaine qui les considère comme des dérives sectaires et pseudohistoriques véhiculant l'intolérance et le complotisme.